# Pseudocapillaroides xenopi
Genre
Espèce
Synonymes
- Capillaria xenopi (Moravec & Cosgrove, 1987)[1]
- Capillaria xenopodis Wade, 1982[2]

Pseudocapillaroides xenopi, unique représentant du genre Pseudocapillaroides, est une espèce de nématodes de la famille des Capillariidae et parasite d'amphibiens.

## Description
Pseudocapillaroides xenopi est un nématode petit et très fin. Le mâle est deux fois plus fin et deux à quatre fois plus petit que la femelle, les deux sexes mesurant respectivement 1,17 à 1,77 mm et 3.29 à 5,13 mm de longueur. Le stichosome est constitué d'une unique rangée de stichocytes, et des bandes bacillaies latérales sont présentes. Chez le mâle, l'extrémité postérieure est arrondie, dépourvue de palettes caudales contrairement à d'autres Capillariidae, mais munie de deux petits lobes dorso-latéraux arrondis et portant une petite papille. Le spicule est de taille moyenne, lisse et bien sclérifié. La gaine spiculaire n'est pas épineuse. La femelle n'a pas d'appendice vulvaire.

## Hôtes
Pseudocapillaroides xenopi parasite la peau du Xénope du Cap (Xenopus laevis),.

## Taxonomie
L'espèce est décrite en 1982 par le parasitologiste tchèque František Moravec et Gerald E. Cosgrove, sous le protonyme de Pseudocapillaroides xenopi. La description paraît seulement deux semaines environ avant celle de Susan E. Wade qui découvre le même parasite sur des xénopes de laboratoire en lui donnant le nom de Capillaria xenopodis. Ce second binôme est donc synonymisé avec Pseudocapillaroides xenopi selon le principe de priorité du Code international de nomenclature zoologique. L'espèce est parfois placée dans le genre Capillaria,.